# Amédée Vernhette
Pour les articles homonymes, voir Vernhette.
Amédée Vernhette est un homme politique français né le 13 avril 1795 à Montjaux (Aveyron) et décédé le 15 décembre 1884 à Montpellier (Hérault).
Fils de Jean Blaise Vernhette et frère de Louis Vernhette, députés de l'Aveyron, il est magistrat comme substitut à Alès, puis secrétaire général de la préfecture de l'Hérault en 1821, sous-préfet d'Yvetot en 1824 et de Rambouillet la même année, préfet des Vosges en 1829 et des Hautes-Pyrénées en 1830. Il démissionne en juillet 1830. Il est député de l'Hérault de 1849 à 1851, siégeant à droite avec les monarchistes.